# Берти Фогтс
Ханс-Хуберт „Берти” Фогтс (рођен 30. децембра 1946) је бивши немачки фудбалер који је играо на позицији одбрамбеног играча. У Бундеслиги је читаву професионалну клупску каријеру играо за Борусију Менхенгладбах, освојио је Светско првенство са Западном Немачком 1974. Касније је био селектор националним тимовима Немачке (освојено Европско првенство 1996), Шкотске, Нигерије и Азербејџана.

## Каријера клуба
Фогтс се придружио фудбалској екипи локалног спортског клуба ВфР Бутген 1954. године са седам година, остајући с њима све до свог преласка из 1965. у ФК Борусија Менхенгладбах. Као десни бек, његова упорност донела му је надимак "Теријер".
Он је био један од кључних играча, заједно са Бонхофом, Штиликеом, Симонсеном и Хајнкесом, током златних година Борусије 70-их година 20. века, када је освојена Лига пет пута, немачки Куп једном, и Купа УЕФА два пута. Фогтс је такође играо у поразу у финалу европског купа 1977. године (пораз од Ливерпула) .
Фогтс је за Менхенгладбах уписао 419 наступа у Бундеслиги, постигавши 32 гола, а такође се 64 пута појавио за клуб у европским такмичењима, постигавши 8 голова. Фогтс је остао са Менхенгладбахом све док се није повукао из играња 1979. године.

## Репрезентација
Фогтс је одиграо девет међународних утакмица за западну Немачку, уписао је три наступа за екипу млађу од 23 године и има 96 сениорских наступа, што га чини једним од најистакнутијих немачких репрезентативаца. Био је капитен за двадесет сениорских утакмица, постигао је један репрезентативни гол, а такође је био и члан немачке репрезентације која је освојила светско првенство 1974. године .
Прозван "Теријер" због борбе за сваку лопту као да му је последња, Фогтс је био велики фаворит код своје домаће публике. Фогтс је сјајно чувао и маркирао Јохана Кројфа у финалу Светског купа 1974. у Минхену, када је победила Западна Немачка 2:1.
Током утакмице између Западне Немачке и Аустрије 21. јуна 1978, у другом колу ФИФА Светског купа 1978., постигао је аутогол, омогућивши Аустрији да победи Западну Немачку први пут у 47 година, и спречио Западну Немачку да прође у следећи круг. У Аустрији је овај меч познат и као Чудо од Кордобе .

## Тренерска каријера

### Западна Немачка и Немачка
Након завршетка играчке каријере Фогтс је постао тренер Западне Немачке до 21 годину и на тој улози остао до 1990. године. Почевши од 1986. године, постао је помоћник тренера националног тима. 1990. године унапређен је у тренера Немачке, наследивши Франца Бекенбауера .
Након финала ФИФА Светског купа 1990. године, Бекенбауер је рекао да ће уједињена Немачка "вероватно бити непобедива годинама" , изјава која се показала да представља терет за Фогтса током наредних година. Иако је Фогтс водио немачку репрезентацију другог места на Еуро 1992. и титуле на Еуро 1996., два пораза у четврт-финалима Светског купа 1994. и 1998. су уписана у његовој тренерској каријери. Одступио је са места тренера Немачке у септембру 1998.

### Бајер Леверкузен
У новембру 2000. године, након неког времена ван управљања, постављен је за тренера Бајер Леверкузена. Следећег маја је, упркос томе што је стекао квалификације за Лигу шампиона, отпуштен.

### Кувајт
У августу 2001. године, три месеца касније, постао је тренер Кувајтског националног тима .

### Шкотска
У јануару 2002. Фогтс је поднео оставку у Кувајту, после шест месеци посла, како би преузео сличну позицију са репрезентацијом Шкотске . У квалификацијама за Еуро 2004, Фогтс је довео Шкотску до плеј-офа, завршивши на другом месту у својој групи иза Немачке. У плеј-офу Шкотска је извучена против Холандије и Фогтс их је водио до победе од 1:0 у Хампден Парку, али Холандија је у узвратној утакмици савладала Шкотску 6:0.

### Нигерија
У јануару 2007. Фогтс је постављен за тренера Нигерије и потписао је четворогодишњи уговор. Нигерија је елиминисана у четвртфиналу Купа афричких нација 2008., што је био њихов најгори учинак на такмичењу од 1982. године . Фогтс је поднео оставку на функцију у фебруару 2008.

### Азербејџан
У априлу 2008. године постављен је за тренера Азербејџана, на двогодишњем уговору. У децембру 2009. продужио је уговор са АФФА-ом до краја квалификација за Еуро 2012, након успешних резултата. У марту 2014. Фогтса је Јирген Клинсман именовао специјалним саветником Сједињених Држава за Светско првенство 2014. године .

### Сједињене Америчке Државе
У марту 2014. Фогтс је именован за техничког саветника националног тима Сједињених Држава. Након отпуштања Јиргена Клинсмана, Фогтсов мандат је такође престао.

## Статистика

### Статистика каријере у клубу
| Клупски наступи   | Клупски наступи        | Клупски наступи   | Лига  | Лига | Куп       | Куп       | Лига Куп | Лига Куп | Континентал | Континентал | Укупно | Укупно |
| Сезона            | Клуб                   | Лига              | Наст. | Гол. | Наст.     | Гол.      | Наст.    | Гол.     | Наст.       | Гол.        | Наст.  | Гол.   |
| Немачка           | Немачка                | Немачка           | Лига  | Лига | DFB-Pokal | DFB-Pokal | Друго    | Друго    | УЕФА        | УЕФА        | Укупно | Укупно |
| ----------------- | ---------------------- | ----------------- | ----- | ---- | --------- | --------- | -------- | -------- | ----------- | ----------- | ------ | ------ |
| 1965–66           | Борусија Менхенгладбах | Бундеслига        | 34    | 0    | 2         | 0         | —        | —        | —           | —           | 36     | 0      |
| 1966–67           | Борусија Менхенгладбах | Бундеслига        | 34    | 1    | 1         | 0         | —        | —        | —           | —           | 35     | 1      |
| 1967–68           | Борусија Менхенгладбах | Бундеслига        | 34    | 6    | 3         | 0         | —        | —        | —           | —           | 37     | 6      |
| 1968–69           | Борусија Менхенгладбах | Бундеслига        | 34    | 8    | 2         | 0         | —        | —        | —           | —           | 36     | 8      |
| 1969–70           | Борусија Менхенгладбах | Бундеслига        | 34    | 5    | 3         | 1         | —        | —        | —           | —           | 37     | 6      |
| 1970–71           | Борусија Менхенгладбах | Бундеслига        | 34    | 1    | 4         | 0         | —        | —        | 4           | 2           | 42     | 3      |
| 1971–72           | Борусија Менхенгладбах | Бундеслига        | 19    | 1    | 2         | 0         | —        | —        | 4           | 0           | 25     | 1      |
| 1972–73           | Борусија Менхенгладбах | Бундеслига        | 34    | 3    | 9         | 0         | —        | —        | 12          | 2           | 55     | 5      |
| 1973–74           | Борусија Менхенгладбах | Бундеслига        | 27    | 3    | 3         | 0         | —        | —        | 7           | 1           | 37     | 4      |
| 1974–75           | Борусија Менхенгладбах | Бундеслига        | 34    | 0    | 2         | 0         | —        | —        | 12          | 2           | 48     | 2      |
| 1975–76           | Борусија Менхенгладбах | Бундеслига        | 34    | 1    | 4         | 1         | —        | —        | 6           | 0           | 44     | 2      |
| 1976–77           | Борусија Менхенгладбах | Бундеслига        | 27    | 1    | 1         | 0         | —        | —        | 9           | 1           | 37     | 2      |
| 1977–78           | Борусија Менхенгладбах | Бундеслига        | 34    | 2    | 5         | 0         | —        | —        | 8           | 0           | 47     | 2      |
| 1978–79           | Борусија Менхенгладбах | Бундеслига        | 6     | 0    | 1         | 0         | —        | —        | 3           | 0           | 10     | 0      |
| Укупно            | Немачка                | Немачка           | 419   | 32   | 42        | 2         | —        | —        | 65          | 8           | 526    | 42     |
| Укупно у каријери | Укупно у каријери      | Укупно у каријери | 419   | 32   | 42        | 2         | —        | —        | 65          | 8           | 526    | 42     |